# Невероятная команда
Невероятная команда (англ. Impossible Team) — рекламный ролик немецкой компании Adidas, выпущенный к футбольному чемпионату мира 2006 года в Германии. Являлся частью кампании José +10. Режиссёром выступил Иван Захариаш.
Рекламный ролик состоит из двух частей «Команда» и «Матч» и рассказывает о детях Педро и Хосе, которые играют в футбол во дворе вместе со звёздами мирового футбола. Ролик был снят в Барселоне и транслировался на испанском языке во всех странах.

## Сюжет

### Первая часть

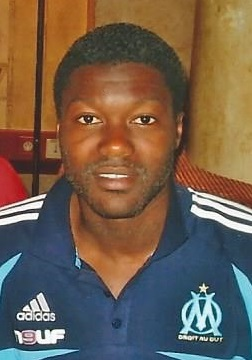
Первым из футбольных звёзд в ролике появляется Джибриль Сиссе

Действие разворачивается на небольшом грунтовом футбольном поле внутри тесной городской застройки в неназванном испаноязычном районе, атмосферой напоминающем бразильские фавелы и типичной для рабочих кварталов. Первая часть ролика получила название «Команда» (Equipo). В центре истории — двое детей, Педро и Хосе, которые решают устроить футбольный матч, начав с «драфта» звёзд мировой величины.
Судьбу первого выбора решает игра в «камень, ножницы, бумага», где удача улыбается Педро. Он сразу берёт Джибриля Сиссе. В ответ Хосе забирает Кака. Далее следуют другие звёздные имена: Педро выбирает Зидана, Хосе отвечает Бекхемом, Педро добавляет в свою команду Джермейна Дефо, Хосе берёт Оливера Кана, после чего Педро усиливает состав Лэмпардом.
Когда Хосе называет Беккенбауэра, давно завершившего свою карьеру игрока, Педро не сдерживает смех, но к удивлению всех на поле появляется звезда немецкого футбола. В ответ на это Зидан советует Педро взять Платини.
После завершения набора составов Педро ставит Дефо на ворота (хотя он является полевым игроком). Педро выстраивает свою команду по классической схеме 4-4-2. Первую часть ролика завершает момент, когда Хосе подбрасывает монетку, символизируя начало матча. Затем появляется слоган компании Adidas: «Невозможное — возможно».

### Вторая часть
Вторая часть ролика «Матч» (Partido) начинается с активного старта: команда Хосе вводит мяч (Adidas Teamgeist) в игру, но сразу теряет его под напором соперников. Игроки команды Педро перехватывают инициативу. После серии динамичных передач мяч оказывается у Кака, который, выйдя один на один с вратарём, мощно бьёт — но попадает прямо в Дефо. Голкипер отбивает удар, и мяч отлетает в капот припаркованной машины, ремонтом которой занимается водитель.

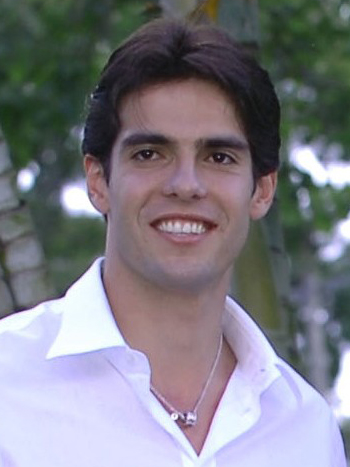
Кака стал единственным заменённым в матче

После упущенного момента Хосе решает сделать замену — Кака покидает поле, уступая место Дэмьену Даффу. Педро вводит мяч в игру, отдавая пас на Зидана, а когда мяч оказывается у Лэмпарда, тот наносит удар по воротам Оливера Кана. Мяч рикошетит от перекладины вниз. Лэмпард празднует гол, но Кан держит мяч в руках и сигнализирует о том, линия ворот пересечена не была. Таким образом, это является отсылкой к финалу чемпионата мира 1966 года, когда Англия забила похожий спорный гол в ворота Германии.
В финальной сцене звучит голос матери, зовущий Хосе домой с балкона. Он забирает мяч и уходит с площадки с улыбкой. Камера даёт крупный план поля — и становится ясно, что на поле были только сами дети, а вся игра со звёздами мирового футбола была лишь плодом их воображения. Заканчивается ролик слоганом Adidas: «Невозможное — возможно».

## Составы команд
Всего в составах двух команд участвовало 23 футболиста, представлявших 11 различных сборных.
| Команда Педро    | Команда Педро |                      | Команда Хосе     | Команда Хосе |
| ---------------- | ------------- | -------------------- | ---------------- | ------------ |
| Джибриль Сиссе   | Франция       | Михаэль Баллак       | Германия         |              |
| Джермейн Дефо    | Англия        | Франц Беккенбауэр    | Германия         |              |
| Кевин Кураньи    | Германия      | Дэвид Бекхэм         | Англия           |              |
| Фрэнк Лэмпард    | Англия        | Чха Ду Ри            | Республика Корея |              |
| Мишель Платини   | Франция       | Дэмьен Дафф          | Ирландия         |              |
| Сюнсукэ Накамура | Япония        | Стивен Джеррард      | Англия           |              |
| Алессандро Неста | Италия        | Кака                 | Бразилия         |              |
| Лукас Подольски  | Германия      | Оливер Кан           | Германия         |              |
| Рауль            | Испания       | Хуан Роман Рикельме  | Аргентина        |              |
| Арьен Роббен     | Нидерланды    | Бастиан Швайнштайгер | Германия         |              |
| Давид Трезеге    | Франция       | Патрик Виейра        | Франция          |              |
| Зинедин Зидан    | Франция       |                      |                  |              |

## Создание и концепция

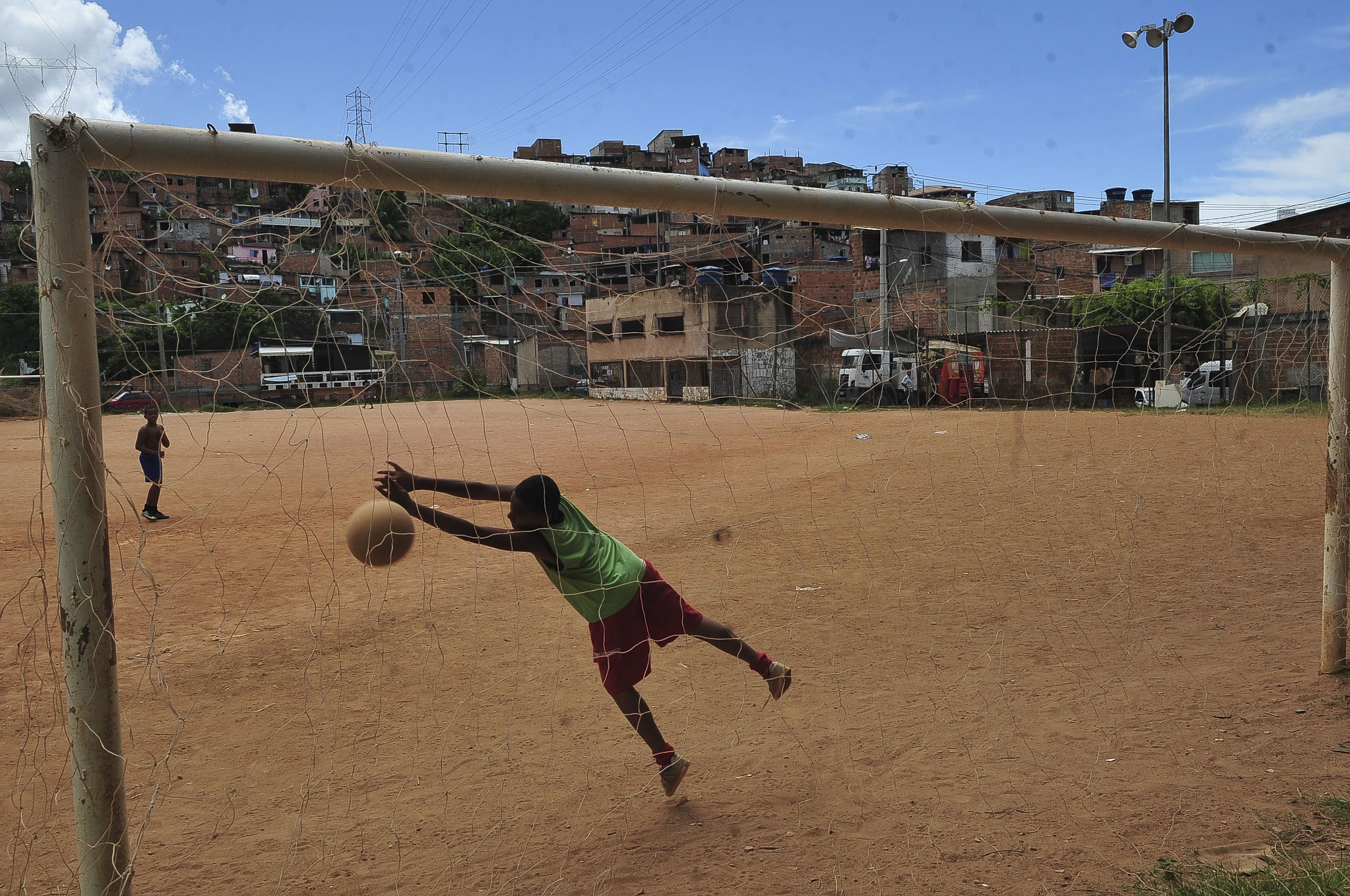
Действие видеоролика разворачивается на грунтовом поле, схожем с этой футбольной площадкой в Бразилии

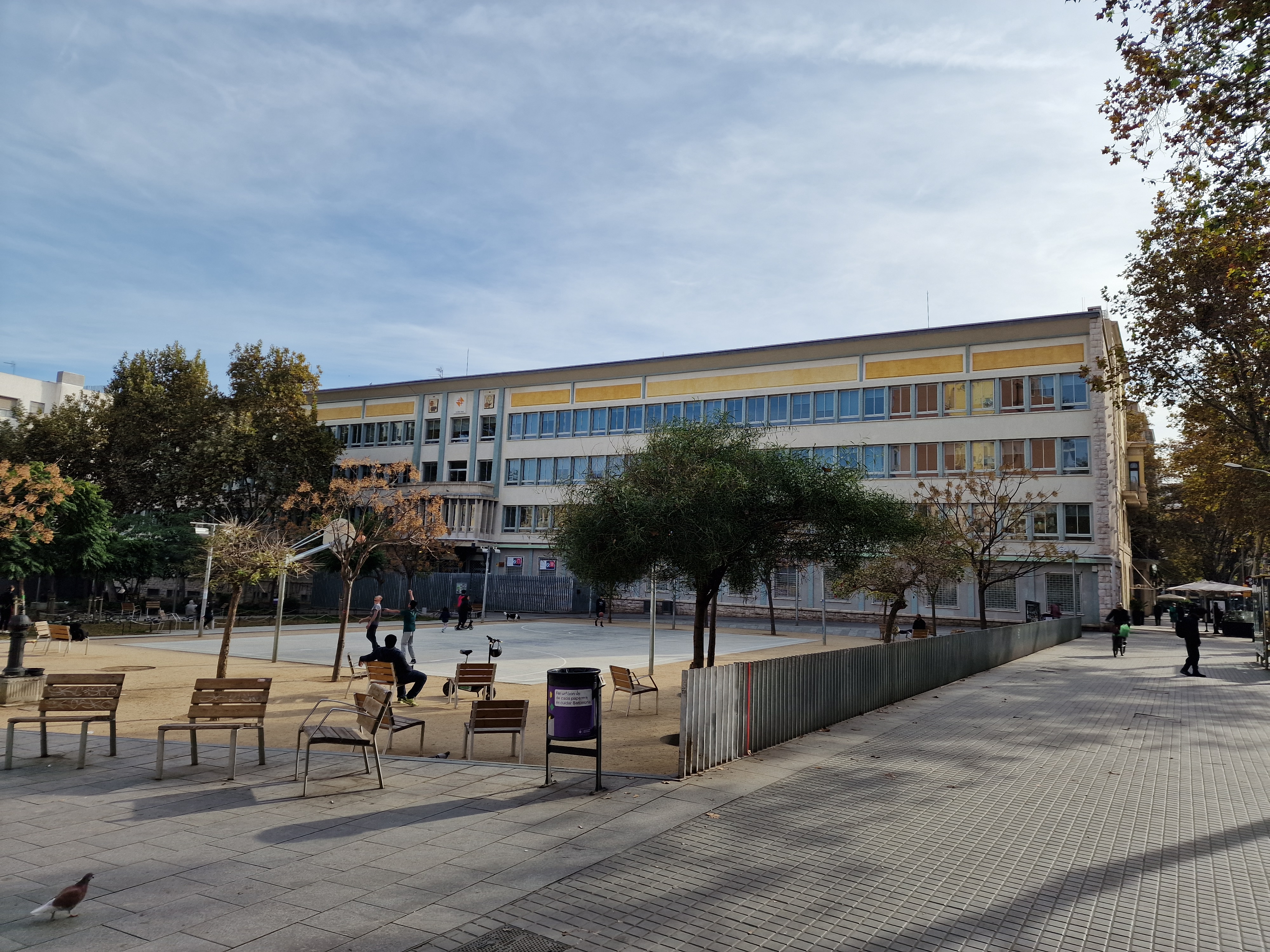
Место съемок спустя 16 лет в 2022 году

Бюджет рекламного ролика не разглашался, но при этом инвестиции Adidas на всю рекламную кампанию «José +10» составили 720 миллионов долларов США. 
Снимался агентством 180 Amsterdam в Барселоне. Также в его создании участвовала продакшн-компания Stink Productions (Лондон). Режиссёром проекта стал Иван Захариаш, а сценарий написали Ли Хемпсток и Ричард Буллок. Над визуальной частью работали арт-директора Крис Ленди и Энди Факрелл, который также выступил в роли креативного директора. За организацию производства со стороны агентства отвечал продюсер Седрик Гайрад.
В разработке ролика также принимала участие берлинская рекламная компания METAphrenie, создававшая 3D-анимацию через редактор Autodesk Maya. Для создания сцен с участием Беккенбауэра и Платини применялись компьютерные технологии.
По словам креативного директора рекламного агентства Adidas Энди Фэкрелла, ролик построен «на детских воспоминаниях» и стремится «превратить мечты детей в реальность».
Ролик был представлен на испанском языке. При этом бренд сознательно отказался от добавления субтитров в странах, где не говорят по-испански, поскольку содержание видео было интуитивно понятно. Для придания антуража в начале ролика демонстрируется старый румынский автомобиль Dacia 1300.
В первой части звучит композиция «De L’alouette» американского музыканта RJD2, а во второй — «Eanie Meany» британского исполнителя Джима Нуара.
Показ первой части видео стартовал 18 апреля во время полуфинала Лиги чемпионов сезона 2005/06 между «Барселоной» и «Миланом». Вторая часть появилась на экранах 9 июня, с началом чемпионата мира 2006 года, и демонстрировалась вплоть до его завершения 9 июля. Общая медиастоимость кампании в Великобритании составила 50 миллионов фунтов стерлингов. При этом основной объём охвата был достигнут не через традиционную рекламу.

## Оценки и критика
Различные журналисты и футбольные фанаты оценивают ролик «Невероятная команда» как один из лучших рекламных видеороликов в истории футбола. Трансляции рекламы на одном лишь британском телеканале Channel 4 обеспечили охват 28 % зрителей в возрасте от 16 до 24 лет, что помогло Adidas преодолеть отметку в миллион просмотров. В 2007 году рекламный ролик был удостоен награды от The One Club — организации, ежегодно отмечающей лучшие работы в сфере рекламы.
Задачей кампании Adidas, по мнению делового журнала Campaign, специализирующемуся на маркетинге, было позиционировать компанию как футбольный бренд для молодёжной аудитории. Руководитель стратегического отдела международного рекламного агентства Universal McCann, Рассел Плейс, оценил кампанию Adidas на 3 из 5 баллов.
Бразильский исследователь Ари Хосе Рокко Жуниор отмечает, что несмотря на наличие мультинациональных команд, в ролике сохраняются национальные связи. Так, например, француз Зинедин Зидан предлагает включить в состав команды своего соотечественника Мишеля Платини. При этом Платини и Беккенбауэр представлены в форме своих национальных сборных — Франции и Германии соответственно.
По мнению Ари Хосе Рокко Жуниора, в команде каждый игрок выполняет свою роль в едином коллективном взаимодействии, и ни один индивидуальный момент не доминирует над общим командным аспектом. Это проявляется в решении детей применять игровую схему 4-4-2, где каждый игрок, независимо от уровня мастерства и известности, должен строго следовать своей роли для успешного выступления.
Также исследователь считает, что рекламная кампания Adidas «José +10» стремилась создать зрелищную и эмоционально притягательную версию реальности, в которой бренд выступает символом мечты, идентичности и глобального единства через футбол. При этом реклама не столько направлена на продвижение продукта, сколько формирует мифологизированный образ бренда, способный заменить традиционные культурные и национальные ориентиры современного постмодернистского общества, создавая своего рода симулякр.

## Дальнейшие события
Спустя четыре года после выхода рекламного ролика «Невероятная команда» Фрэнк Лэмпард на чемпионате мира 2010 года в матче против сборной Германии забьёт похожий гол — мяч отскочит от перекладины, и взятие ворот не будет засчитано.
В 2024 году Adidas повторил образ ролика 2006 года, собрав звезд футбола для поддержки женского футбола.